# Ngày tưởng niệm diệt chủng người Armenia
Ngày tưởng niệm diệt chủng người Armenia (tiếng Armenia: Մեծ Եղեռնի զոհերի հիշատակի օր Mets Yegherrni zoheri hishataki or) là một ngày lễ công cộng ở Armenia và Cộng hòa Artsakh và được quan sát bởi người Armenia ngày 24 tháng 4. Nó được tổ chức hàng năm để tưởng nhớ các nạn nhân của cuộc diệt chủng Armenia năm 1915. Đó là một loạt các vụ thảm sát và bỏ đói 1,5 triệu người Armenia bởi đế quốc Ottoman. Tại Yerevan, thủ đô của Armenia, hàng trăm ngàn người đi bộ đến Đài tưởng niệm diệt chủng Tsitsernakaberd để đặt hoa ở ngọn lửa vĩnh cửu.

## Lịch sử

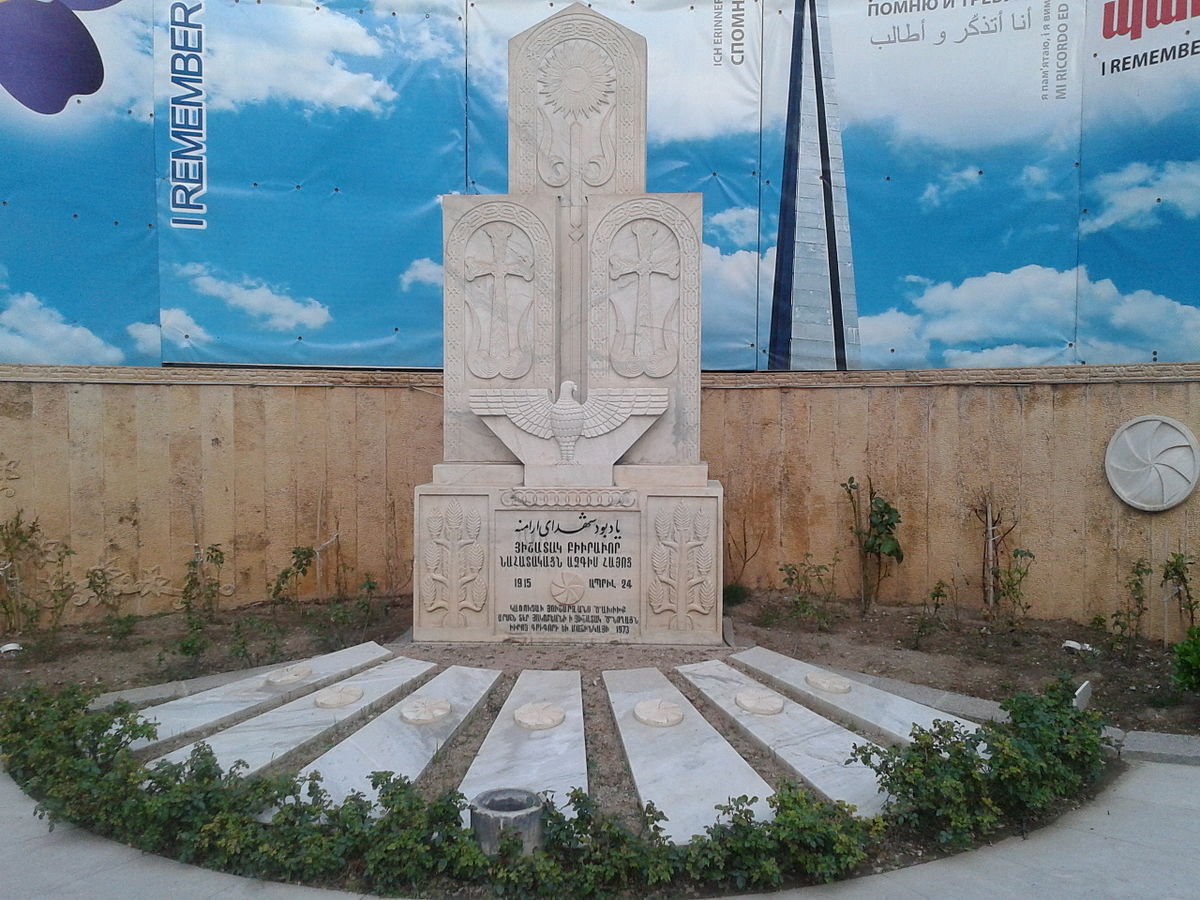
Đài tưởng niệm diệt chủng trong Nhà thờ Saint Sarkis, Tehran

Ngày 24 tháng 4 kỷ niệm trục xuất giới trí thức Armenia vào ngày 24 tháng 4 năm 1915 từ Constantinople (ngày nay là Istanbul). Lễ kỷ niệm đầu tiên, được tổ chức bởi một nhóm những người sống sót sau nạn diệt chủng người Armenia, được tổ chức tại Istanbul vào năm 1919 tại nhà thờ St. Trinity Armenia ở địa phương. Nhiều nhân vật nổi bật trong cộng đồng Armenia đã tham gia lễ tưởng niệm. Sau lễ kỷ niệm ban đầu vào năm 1919, ngày này đã trở thành ngày tưởng niệm hàng năm cho cuộc diệt chủng người Armenia.
Vào ngày 9 tháng 4 năm 1975, Hạ viện Hoa Kỳ đã thông qua Nghị quyết chung 148 chỉ định ngày 24 tháng 4 là Ngày Quốc tế Tưởng nhớ Con người đối với Con người (National Day of Remembrance of Man's Inhumanity to Man). Nghị quyết tưởng niệm các nạn nhân của nạn diệt chủng, đặc biệt là những người gốc Armenia đã mất trong cuộc diệt chủng vào năm 1915, Nghị quyết đã thất bại trong cuộc họp Ủy ban Tư pháp Thượng viện Hoa Kỳ do sự phản đối mạnh mẽ từ Tổng thống Gerald R. Ford. Ông coi đó là mối đe dọa đối với liên minh chiến lược của Hoa Kỳ với Thổ Nhĩ Kỳ.
Năm 1988, Cộng hòa Xã hội chủ nghĩa Xô viết Armenia chính thức công nhận ngày 24 tháng 4 như một ngày kỷ niệm công khai.:215
Năm 1997 tại Hoa Kỳ, Hạ viện tiểu bang California tuyên bố ngày 24 tháng 4 là Ngày tưởng niệm cuộc diệt chủng người Armenia năm 1915-1923, và cho các nạn nhân của Sumgait Pogroms năm 1988 và Baku Riots năm 1990.:232
Năm 2007, Argentina đã thông qua Luật quốc gia 26199, chỉ định ngày 24 tháng 4 là "Ngày hành động vì sự khoan dung và tôn trọng giữa các dân tộc", trong đó người Argentina gốc Armenia được miễn làm việc.
Vào năm 2015, Hạ viện Canada đã nhất trí thông qua Motion M-587, do Brad Butt đề xuất, đánh dấu tháng 4 là Ngày tưởng niệm diệt chủng, Tháng lên án và Ngăn chặn, và chỉ định ngày 24 tháng 4 là Ngày tưởng niệm diệt chủng người Armenia.
Năm 2019, Pháp đánh dấu kỷ niệm quốc gia đầu tiên về nạn diệt chủng, với tổng thống Pháp Emmanuel Macron tuyên bố ngày 24 tháng 4 "một ngày quốc gia tưởng nhớ nạn diệt chủng Armenia", thực hiện cam kết chiến dịch.